# Stadio Charrúa
Lo stadio Charrúa (in spagnolo Estadio Charrúa) è un impianto sportivo polivalente di Montevideo, in Uruguay.
Inaugurato nel 1984 come struttura alternativa allo stadio del Centenario, fallì nello scopo e dopo una ristrutturazione avvenuta nel 2006 divenne altresì il campo interno della nazionale femminile di calcio e di quella maschile di rugby uruguaiana, e in tempi più recenti anche di quella di football americano.
Lo stadio è di proprietà del Dipartimento di Montevideo ed è gestito, dal 2013, dalla federazione rugbistica dell'Uruguay, che ivi ha anche sede sociale e legale.
Lo stadio ha una capacità di 14 000 posti, invariata anche dopo la ristrutturazione del 2006.

## Storia
Lo stadio fu commissionato nel 1983 all'ingegnere Juan Berta, che già aveva partecipato ai lavori di ristrutturazione del concittadino stadio del Centenario; inaugurato nel 1984 insieme al nascente Parco Rivera in Avenida Bolivia, doveva originariamente costituire un'alternativa per la nazionale maschile al citato Centenario.
Con gli anni la realtà si rivelò diversa e il Charrúa, a parte qualche amichevole, non ospitò mai la Celeste; a ciò si aggiunsero problemi strutturali che negli anni novanta portarono alla chiusura cautelativa dell'impianto.
Solo nel 2006 fu presa in esame la riapertura dello stesso previa ristrutturazione, che fu affidata ancora a Berta.
Una volta individuati i problemi strutturali e geologici, il Dipartimento di Montevideo ebbe l'opportunità di accedere ai fondi di Progetto Goal promosso dalla FIFA e di vedersi finanziati i lavori di ristrutturazione per circa 400 000 dollari USA.
La nuova vita dell'impianto, che mantenne la capienza originale di 14 000 posti, lo vide ospitare le partite di calcio dell'Uruguay femminile, e successivamente quelle di rugby della squadra maschile.
Nel 2013, inoltre, la federazione rugbistica uruguaiana rilevò dal Dipartimento di Montevideo e dalla federazione calcistica la gestione del Charrúa, in cui stabilì la propria sede e direzione, nonché il coordinamento del rugby nazionale d'alto livello e lo stadio nazionale delle proprie rappresentative; al fine di adeguare la struttura alle nuove esigenze giunsero ampliamenti esterni al perimetro per circa 750 000 dollari USA: mensa, clinica, laboratorio di fisioterapia e palestra per gli allenamenti.
Il Charrúa è, inoltre, usato dalla selezione nazionale di football americano per i suoi appuntamenti internazionali.
È stato altresì designato per ospitare alcuni incontri, nonché la finale, del campionato mondiale femminile FIFA Under-17.
In tale stadio l'Uruguay del rugby guadagnò anche la qualificazione nello spareggio di ripescaggio contro la Russia alla Coppa del Mondo 2015.

## Incontri internazionali di rilievo

### Calcio
| Arbitro: | Marie-Soleil Beaudoin |

|            |           |               |
| Castro 29’ | Marcatori | 16’, 26’ Pina |

### Rugby a 15
| Arbitro: | Romain Poite |

|                                    |      |                                  |
| Prada 46’ Corral 56’ Ormaechea 64’ | mt   | 72’ Artem'ev                     |
| Berchesi 46’, 56’, 64’             | tr   | 72’ Kušnarëv                     |
| Berchesi 12’, 19’, 32’, 36’, 77’   | c.p. | 10’, 21’, 24’, 36’, 45’ Kušnarëv |

| Arbitro: | Damian Schneider |

|                                     |      |                    |
| Silva 5’, 55’ Mieres 42’ Gattas 48’ | mt   | 28’ Kruse 64’ Dyer |
| Favaro 6’, 42’, 48’, 55’            | tr   | 64’ Carty          |
| Favaro 34’, 38’                     | c.p. | 9’ Magie           |